# 솔가장자리

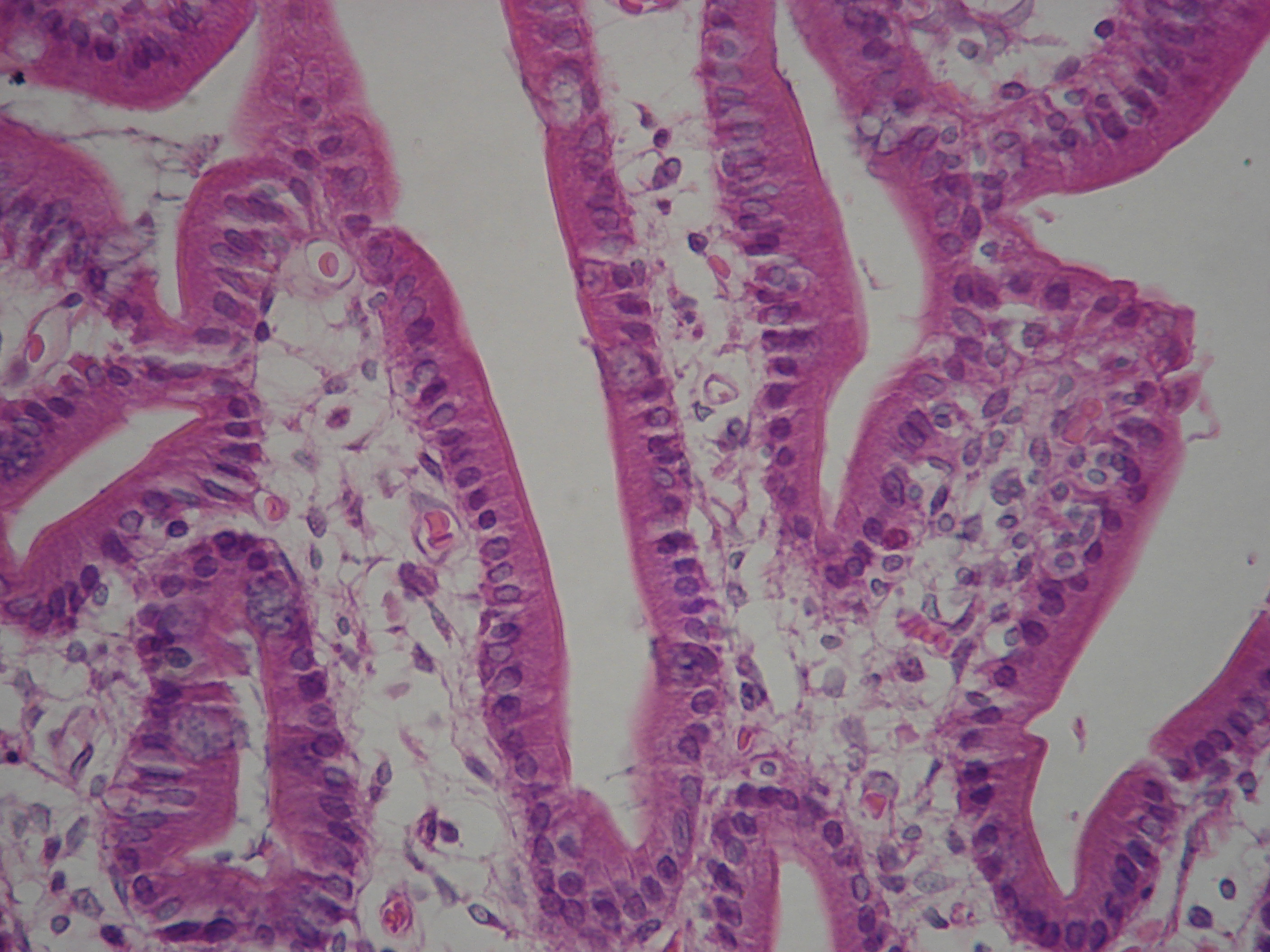
미세융모의 솔가장자리가 있는 십이지장

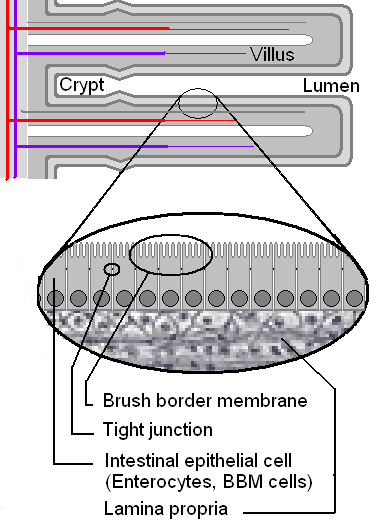
소장 융모의 솔가장자리 막의 모식도

솔가장자리(영어: brush border)는 신체의 여러 부분에서 발견되는 단층입방상피 및 단층원주상피의 미세융모로 덮인 표면이다. 쇄자연(刷子緣), 줄무늬가장자리(영어: striated border), 솔가장자리 막(영어: brush border membrane)라고도 한다. 미세융모는 직경이 약 100 나노미터이고 길이는 약 100~2,000 나노미터이다. 개별 미세융모는 너무 작고 솔가장자리 경계에 빽빽하게 들어차 있기 때문에 개별 미세융모는 전자현미경을 통해서만 확인할 수 있다. 광학현미경을 사용하면 일반적으로 상피 표면의 잔털 무늬로만 집합적으로 볼 수 있다. 초기 해부학자들이 이 구조가 그림 그리는 붓의 짧고 뻣뻣한 털과 매우 흡사하다고 지적하면서 이러한 잔털 모양이 솔가장자리라는 용어를 탄생시켰다.

## 분포
솔가장자리 세포는 주로 다음의 기관에서 발견된다.
- 소장: 주로 흡수가 일어나는 기관이다.[2][3][4] 소장 내벽의 솔가장자리는 탄수화물의 최종적인 소화가 일어나는 부위이다. 솔가장자리를 구성하는 미세융모에는 소화의 마지막 부분을 위한 효소가 내재성 막 단백질로서 원형질막의 정단부에 고정되어 있다. 이 효소는 소화된 영양분을 흡수할 수 있는 수송체 근처에서 발견된다.
- 콩팥: 여기서 솔가장자리는 근위세뇨관(솔가장자리가 있음)과 원위세뇨관(솔가장자리가 없음)을 구별하는 데 유용하다.[5][6]
- 대장: 대장의 장세포 표면에도 미세융모가 있다.

솔가장자리의 형태는 세포 표면적을 증가시키기 때문에 흡수 기능을 담당하는 세포에서 특히 유용한 특성이다. 물질을 흡수하는 세포가 효율적으로 기능하기 위해서는 물질과 접촉할 수 있는 넓은 표면적이 필요하다.
장세포에서는 미세융모를 솔가장자리(brush border)라고 하며 점막하 주름인 융모와는 반대로 원형질 확장이다. 반면에 콩팥에서는 미세융모를 줄무늬가장가리(striated border)라고 한다.

## 같이 보기
- 사람 세포 유형 목록
- 소장
- 대장
- 콩팥